# Ancuta
Ancuta (del aimara: janq’üta ‘casa blanca’), también conocido como Hancauta, es un caserío chileno, perteneciente a la comuna de Putre, Provincia de Parinacota, Región de Arica y Parinacota, situada en el altiplano andino. Se encuentra dentro de la Reserva nacional Las Vicuñas y al noroeste del caserío de Guallatire. También se encuentra próximo a los caseríos de Churiguaylla, Llisa y Viscachane. 
Según el censo nacional 1999, el caserío tiene 7 habitantes y 5 viviendas. Además, cuenta con un gran corral circular destinado a los camélidos y con una pequeña capilla de piedra y barro, cubierta de paja brava sobre esterilla y envigado de queñua.
Cerca de Ancuta cruza un río del mismo nombre.
Desde la cosmovisión andina, Ancuta es una estancia o caserío ganadero vinculado al pueblo principal de Guallatire.

## Etimología
El topónimo "Ancuta" es de origen aimara, proveniente del término "janq´üta",  que significa "casa blanca" (janq´u = blanco, y uta = casa, habitación).

## Geografía
| Coordenadas                                | Localidad | Categoría | Población (censo 2002) | Población masculina | Población femenina | Viviendas (censo 1999) |
| ------------------------------------------ | --------- | --------- | ---------------------- | ------------------- | ------------------ | ---------------------- |
| 18°27′1″S 69°12′4″O / -18.45028, -69.20111 | Ancuta    | Caserío   | 7                      | 2                   | 5                  | 5                      |

El caserío de Ancuta se ubica a 9 km del caserío de Guallatire, a 88 km de la capital comunal Putre y a 221 km de la capital regional Arica.

## Cultura

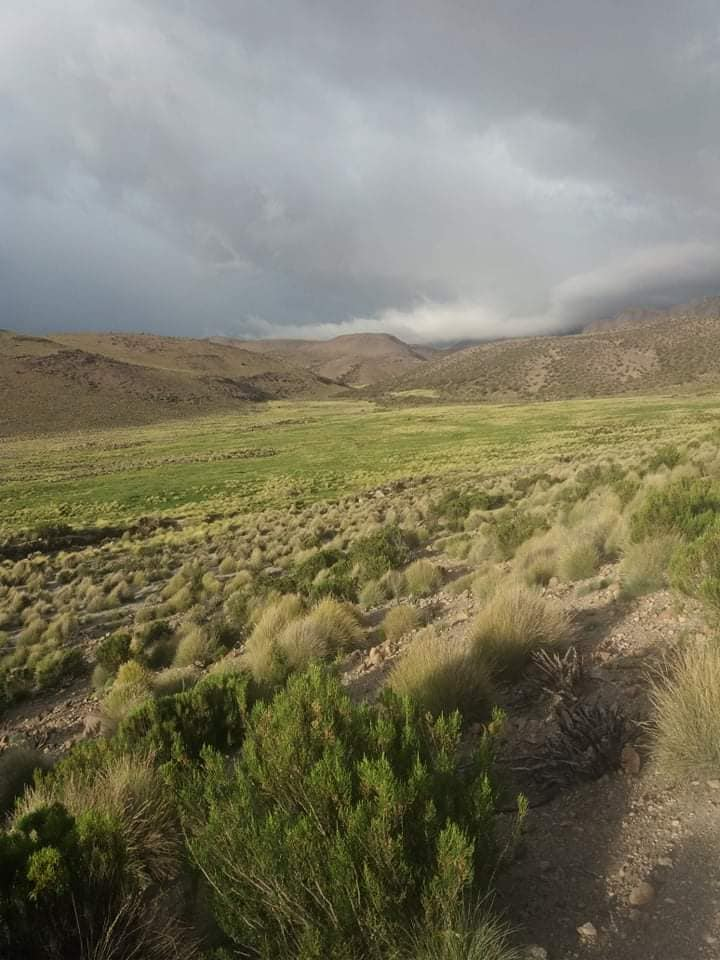
Bofedal Amparmalla

Ancuta es una estancia altiplánica del sector de Guallatire. En tiempos antiguos  fue escenario de una variedad de ritos y ceremonias aymaras, en que se rendían culto a las deidades tutelares de la ganadería y también a las divinidades cristianas católicas. Sin embargo, estos valores se han ido perdiendo en su continuidad, por inclusión de otras religiones.
Alrededor de Ancuta, se encuentra una serie de vegas y bofedales de uso tradicional de sus habitantes, varias de ellas con sus respectivas majadas:

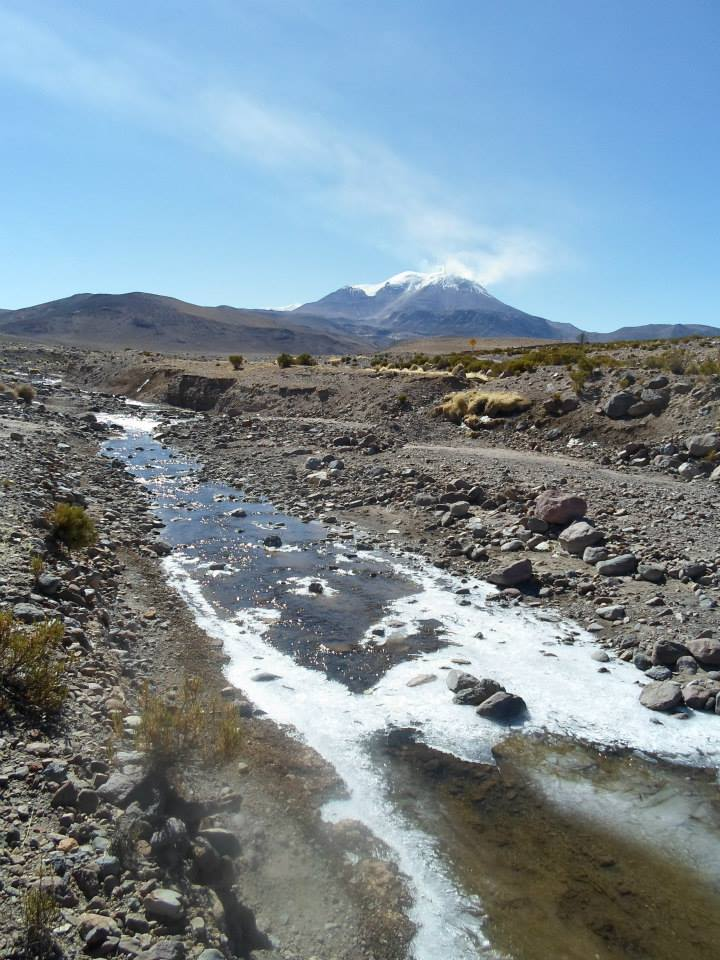
Río Ancuta

- Churiaque,
- Caliente,
- Queñuavinto,
- Mulara,
- Captalla,
- Acusuma,
- Carbonire,
- Vilacota,
- Amparmalla
- Antacollo
- Chusjavida
- Bajo Misitune.

## Río Ancuta
El río Ancuta es un afluente del río Chusjavida, que a su vez es tributario del río Lauca. Este río nace de los faldeos del Volcán Guallatiri, escurre por el lado oriente del caserío Ancuta, y desemboca en el río Chusjavida. El nombre del río y la quebrada vienen del mismo caserío.

## Atractivos turísticos

### Iglesia de Ancuta
Construida a partir de una sola nave, levantada en piedra y barro, y cubierta con un techo dos aguas de paja. Se encuentra rodeada por un muro de piedra viva bastante deteriorado. Dentro del atrio, al frente de la puerta de ingreso, como es común en las capillas e iglesias de la región, se encuentra un monolito. La iglesia de Ancuta, al igual que la Iglesia de Guallatire, está orientada al Volcán Guallatire, como forma de rendirle culto.